# Neuropatia periférica
A neuropatia periférica ou sensorial é uma condição comum que afeta os nervos periféricos, sendo muitas vezes incapacitante e algumas vezes fatal. 
Existe a mononeuropatia, que afeta apenas um nervo e a polineuropatia, que afeta vários nervos, simetricamente, em ambos os lados do corpo, e que pode se ampliar progressivamente em direção proximal. 
A neuropatia periférica pode ser causada por diabetes (polineurapatia), alcoolismo, insuficiência renal crônica, paraneoplasia (como no mieloma múltiplo), infeções como o VIH, amiloidose e sarcoidose A quimioterapia também pode induzir a neuropatia periférica.
Segundo Nitrini, o sistema nervoso periférico (SNP) consiste anatomicamente na parte do sistema nervoso em que os neurônios estão relacionados com a célula satélite periférica, a Célula de Schwann. 
Segundo Patten, no lactente e na infância, a neuropatia periférica pode causar insuficiente desenvolvimento motor, inabilidade ou marcha anormal. Raramente uma criança se queixa de parestesia ou disestesia periférica, os sintomas clássicos de uma neuropatia.

## Anatomia dos nervos
Os nervos periféricos são formados por feixes de axônios revestidos por uma capa de gordura, chamada bainha de mielina.

## Sinais e sintomas
Segundo Nitrini, existe uma série de sintomas e sinais motores, sensitivos, reflexos autonômicos tróficos que são típicos da doença do nervo periférico, assim como a alteração da função motora, dos reflexos profundos e da sensibilidade. Em geral, esses sintomas apresentam envolvimento simétrico das fibras dos nervos, ocorrendo progressivamente no sentido distal para proximal.